# Bonifaci VII
Bonifaci VII de nom de pila Franco Ferrucci (mort el 20 de juliol del 985) fou antipapa en dos períodes: 974 i 984-985. Es creu que instigà la mort del papa legítim Benet VI. Un tumult popular l'obligà a fugir a Constantinoble el 974; enduent-se un vast tresor, i retornat el 984 deposant el Papa Joan XIV (983-984). Després d'un breu regnat (984 - 985) va morir en circumstàncies sospitoses. Bonifaci VII no es considera un antipapa, com a mínim des del punt de vista de la numeració papal, ja que el següent papa que prengué aquest nom ho feu sota el nom de Bonifaci VIII.

## Orígens
Bonifaci VII era el fill de Ferrucius i el seu nom de pila era Franco. Va néixer a Itàlia a finals dels anys 920 o principis dels 930, tot i que es desconeix la data exacta. Des del seu cognom era Franco, ha estat suposat que va pertànyer a una família del nom que és freqüentment esmentat en els documents del desè segle, i que podria ser d'origen francès. El 972 esdevingué Diaca Cardinal, un càrrec que ostentà fins a l'inici del seu papat el 974. A banda d'això poc més se sap sobre la seva vida anterior senzillament a causa de la manca global de documents disponibles d'aquest període de la història romana.

## Primer papat
El papa Joan XIII, batejat Giovanni Crescentius, de la il·lustre família romana dels Crescentii, va morir el 6 de setembre de 972. Benedictus fou el candidat proposat del partit imperial, mentre el partit nacionalista, dirigit pels Crescentii, donaven suport a Franco. Benedictus fou consagrat com a Papa Benet VI el 19 de gener de 973, fins i tot encara que no rebé el suport de molta de l'aristocràcia romana. El 7 de maig de 973 Otó el Gran morí i el jove Otó II el succeí. La preocupació d'Otó II pels esdeveniments a Alemanya oferí l'oportunitat a l'aristocràcia romana de rebel·lar-se contra l'administració imperial.
Crescentius, germà de l'anterior papa, Joan XIII, va dirigir una insurrecció i amb l'ajuda de molts romans descontents, va segrestar el Papa Benet VI empresonant-lo al Castell de Sant'Angelo durant gairebé dos mesos. El juliol del 974 Franco va assumir el papat sota el nom de Bonifaci VII. Tot i que Otó II, que havia donat suport al papa Benet VI, encara lluitava a Baviera, i no podia dirigir-se a Roma, va enviar el Comte Sicco, un enviat imperial de Spoleto, per reclamar l'alliberament del papa. Quan Sicco arribà a Castell de Sant'Angelo, un sacerdot anomenat Esteve estrangulà al papa Benet VI. És possible que Franco hagués demanat l'estrangulació de Benet, però no hi ha cap prova fefaent.
El primer període papal de Bonifaci VII fou breu: a penes un mes i dotze dies, el representant imperial, el Comte Sicco, havia pres possessió de la ciutat. Degut als aldarulls i al caos associat, Bonifaci VII es va refugiar al Castell de Sant'Angelo on va robar el tresor de la Basílica del Vaticà i fugí a territori romà d'Orient al sud de la península itàlica. El fet que fugís a Constantinoble, on rebé protecció, fa creible que el seu accés al papat podria haver-se associat amb la política exterior de l'emperador grec, qui intentava desplaçar la influència alemanya a Salern. El desterrament de l'antipapa podria haver estat obra del partit alemany, el qual recuperà el poder a Roma, dirigit per Pandulf el Cap de Ferro. Bonifaci VII és descrit com un monstre pels seus contemporanis, qui deien que estava tacat amb la sang de Benet VI. Malauradament els esdeveniments d'aquest període a Roma només ha arribat als nostres temps a través d'uns pocs documents, i a penes se sap res de com fou l'accés al tron papal de Bonifaci VII ni de la seva deposició.
Sota la influència de Sicco, Benet, Bisbe de Sutri, va ser elegit pel clergat romà i el poble, com a candidat de compromís l'octubre del 974. Prengué el nom de Benet VII. Era de la família noble dels comtes de Túsculum, i emparentat amb la família Crescentii. Benet VII immediatament dugué a terme un sínode on excomunicà a Bonifaci. L'Emperador celebrà la Pasqua de 981 a Roma i silencià tant a les faccions que Benet fou capaç d'acabar el seu pontificat en pau. Benet va morir el 10 de juliol de 983.

## Segon papat
Pere de Pavia, canceller imperial d'Otó II pel Regne d'Itàlia, va ser elegit papa, agafant el nom de Joan XIV. Tanmateix, poc després de l'elecció, l'emperador va caure greument malalt i morí el 7 de desembre de 983. L'hereu d'Otó II només tenia tres anys, i el poble de Roma finalment se sentí lliure de l'odiat emperador i desitjava un papa romà. Arribat aquest punt Bonifaci VII veié l'oportunitat d'aliar-se amb grecs i sarraïns i es dirigí a Roma l'abril del 984. Amb l'ajuda tant del tresor robat en la fugida de Roma així com l'or dels seus seguidors grecs, fou capaç de copejar relacions amb diverses persones potents. Amb l'ajuda dels fills de Crescenci, Joan i Crescenci II, el papa Bonifaci empresonà a Joan XIV al Castell de Sant'Angelo. Quatre mesos més tard, el 20 d'agost del 984, Joan XIV va morir a Sant'Angelo possiblement a causa d'inanició, enverinament, o per l'ordre de Bonifaci.
La mort de Joan XIV va significar que Bonifaci restà com a únic papa, així que un cop més prengué el control del tron papal. Encara es considerava l'únic papa legítim i mantenia l'inici del seu regnat el 974.

## Darrers dies
Poc se sap del regnat de Bonifaci VII, tanmateix morí sobtadament el 20 de juliol de 985. És possible que fos assassinat, però no es pot confirmar per cap de les fonts conegudes. És clar que hi havia un cert disgust pel seu regnat, ja que el seu cos va ser arrossegat pel terra dels carrers, i despullat quedant als peus de l'estàtua de Marc Aureli davant del Palau del Laterà. Indubtablement Bonifaci cometé moltes atrocitats durant els onze mesos al poder entre els anys 984 i 985, la majoria dels quals foren probablement actes de revenja a causa del seu anterior exili. És obvi que això podria torbar al poble romà, i fins i tot hauria esdevingut també un inconvenient fins i tot per als seus seguidors. Es fa referència a ell com “Malefatius” en comptes de Bonifatius, i també «horrendum monstrum» per a molts, mostrant el canvi de preferències del poble romà. La facció nacionalista, anteriorment encapçalada per Crescentius i a partir de la seva mort pels seus dos fills, que l'havien ajudat accedir a la condició de papa l'estat era ara no tant romà d'Orient, ans nacionalista romà. Probablement aquests derrocaren Bonifaci VII amb l'esperança de recuperar el control de Roma. Després d'un regnat d'onze anys, en que es deposaren dos papes, permetent que ambdós morissin al Castell de Sant'Angelo, Bonifaci VII fou finalment mort. El matí següent clergues compassius tragueren el cadàver i li donaren sepultura cristiana.